# Copa Gato 2005

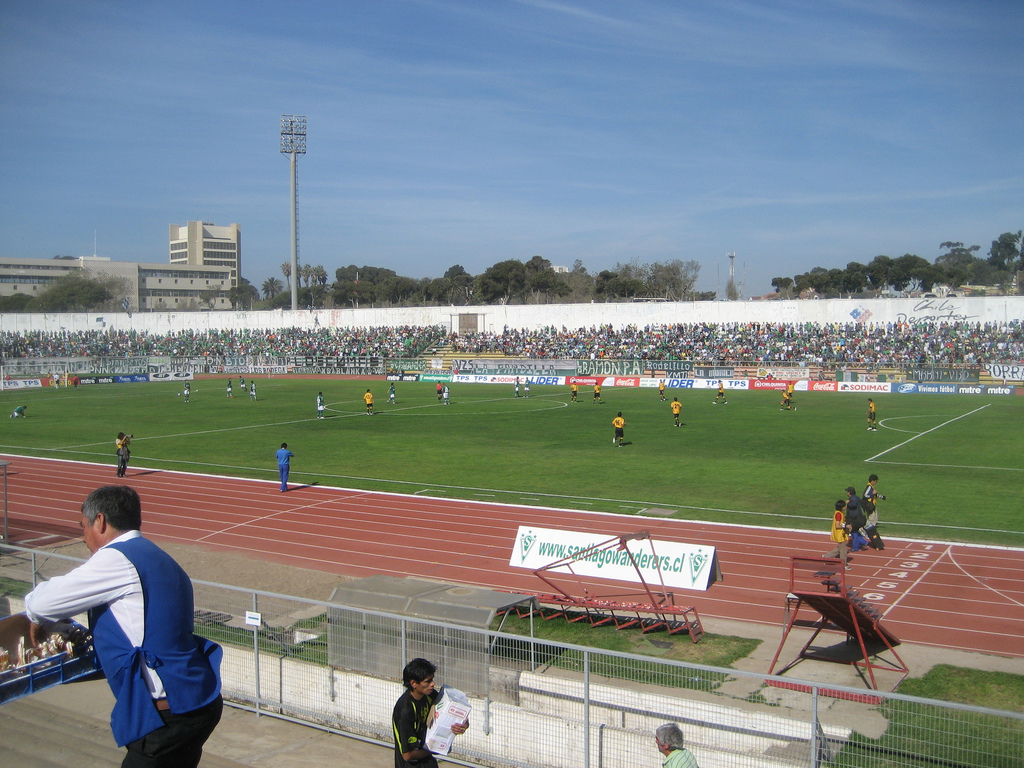
El Estadio Municipal Valparaíso albergó la primera y la quinta edición de la Copa Gato.

La Copa Gato 2005 fue la tercera serie de partidos amistosos correspondiente al torneo de fútbol Copa Gato, siendo organizada por la productora MERCOM S.A. y auspiciada por la Viña San Pedro, dueña de la marca de vino Gato.
Se celebraron seis ediciones durante ese año: la primera, la segunda, la tercera y la cuarta en enero, la quinta en febrero y la sexta en julio.

## Primera edición
La edición consistió en la celebración de la Noche Caturra, jornada de presentación del plantel del equipo de fútbol Santiago Wanderers, que tuvo como invitado a Universidad de Chile.
El partido, disputado el 8 de enero de 2005 en el Estadio Municipal Valparaíso, terminó empatado 1-1 durante el tiempo reglamentario y se resolvió mediante definición a penales, en los cuales, Santiago Wanderers ganó por 4-1, obteniendo así su segundo título de la Copa Gato.
El cotejo fue transmitido en directo por Televisión Nacional de Chile.
| Copa Gato 2005 I edición (Noche Caturra); 8 de enero de 2005, 22:00 | Santiago Wanderers                  | 1:1 (1:0) (4:1 p.)         | Universidad de Chile         | Estadio Municipal Valparaíso, Valparaíso (Chile) |                         |
| | Pérez 24'                           | Reporte                    | Córdova 73'                  | Árbitro(s): Jose Cabero                          | Árbitro(s): Jose Cabero |
| |                                     | Tiros desde el punto penal |                              |                                                  |                         |
| | Pérez · Aldea · Jiménez · Contreras |                            | Tampe · Martínez · Hernández |                                                  |                         |
| Salas (Santiago Wanderers). · Contreras (Santiago Wanderers). · Pérez (Santiago Wanderers). · Suazo (Universidad de Chile). · Martínez (Universidad de Chile). · Córdova (Universidad de Chile). |                                     |                            |                              |                                                  |                         |

### Campeón
| Chile                      |
| Campeón Santiago Wanderers |

## Segunda edición
La edición consistió en la primera de un ciclo de dos Superclásicos entre Colo-Colo y Universidad de Chile.
El partido, disputado el 12 de enero de 2005 en el Estadio Fiscal de Talca, lo ganó Universidad de Chile por 2-1, obteniendo así su sexto título de la Copa Gato.
El cotejo fue transmitido en directo por Mega.
| Copa Gato 2005 II edición; 12 de enero de 2005, 22:00 | Colo-Colo    | 1:2 (0:0) | Universidad de Chile | Estadio Fiscal de Talca, Talca (Chile) |                            |
|                                                       | Sanabria 68' | Reporte   | Gioino 54' 78'       | Árbitro(s): Eduardo Gamboa             | Árbitro(s): Eduardo Gamboa |

### Campeón
| Campeón Universidad de Chile |

## Tercera edición
La edición consistió en la última de un ciclo de dos Superclásicos entre Colo-Colo y Universidad de Chile.
El partido, disputado el 15 de enero de 2005 en el Estadio Fiscal de Talca, lo ganó Colo-Colo por 1-0, obteniendo así su cuarto título de la Copa Gato.
El cotejo fue transmitido en directo por Televisión Nacional de Chile.
| Copa Gato 2005 III edición; 15 de enero de 2005, 22:00 | Colo-Colo    | 1:0 (1:0) | Universidad de Chile | Estadio Fiscal de Talca, Talca (Chile) |  |
|                                                        | Carrasco 43' | Reporte   |                      |                                        |  |

### Campeón
| Campeón Colo-Colo |

## Cuarta edición
La edición consistió en un Clásico Universitario entre Universidad Católica y Universidad de Chile.
El partido, disputado el 26 de enero de 2005 en el Estadio La Portada de La Serena, lo ganó Universidad Católica por 1-0, obteniendo así su segundo título de la Copa Gato.
El cotejo fue transmitido en directo por Mega.
| Copa Gato 2005 IV edición; 26 de enero de 2005, 22:00 | Universidad Católica | 1:0 (1:0) | Universidad de Chile | Estadio La Portada, La Serena (Chile) |                                |
|                                                       | Cortés 29'           | Reporte   |                      | Asistencia: 5.000 espectadores        | Asistencia: 5.000 espectadores |

### Campeón
| Campeón Universidad Católica |

## Quinta edición
La edición consistió en un partido, disputado el 15 de febrero de 2005 en el Estadio El Teniente de Rancagua con el nombre de Copa Gato ciudad de Rancagua, donde se enfrentaron  O'Higgins y Colo-Colo. El partido terminó empatado a 1 gol definiendo en lanzamientos penales 3-2 en favor de los celestes.
El cotejo fue transmitido en directo por Mega.
| Copa Gato ciudad de Rancagua 2005 V edición ; 15 de febrero de 2005, 22:00 | O'Higgins                                    | 1:1 (3:2) (3:2 p.)         | Colo-Colo                                 | Estadio El Teniente, Rancagua (Chile) |  |
|                                                                            | Brizuela 49'                                 |                            | Madrid 62'                                |                                       |  |
|                                                                            |                                              | Tiros desde el punto penal |                                           |                                       |  |
|                                                                            | Flores · Rodríguez · Novoa · Camilo · Michea |                            | Leal · Meneses · Arenas · Aceval · Lucero |                                       |  |

### Campeón
| Campeón O'Higgins |

## Sexta edición
La edición consistió en un encuentro entre Universidad Católica y Cerro Porteño, primer invitado internacional del torneo.
El partido, disputado el 21 de julio de 2005 en el Estadio Municipal de La Florida, terminó empatado 0-0.
El cotejo fue transmitido en directo por Canal 13.
| Copa Gato 2005 VI edición; 21 de julio de 2005, 22:00 | Universidad Católica | 0:0 (0:0) | Cerro Porteño | Estadio Municipal de La Florida, La Florida, Santiago (Chile) |  |
|                                                       |                      |           |               | Árbitro(s): Julio Bascuñan                                    |  |